# Војна гимназија
Војна гимназија је једна од гимназија у Београду која се налази на општини Савски венац. Основана је 1970. године од стране тадашњег Државног министарства одбране, са циљем да школује ученике у нивоу средњег образовања, као припрему за Војну академију. Гимназија се састоји из два одвојена објекта — ученичког интерната, у близини стадиона Партизана и школе која се налази на Сењаку. Међусобно су удаљени нешто мање од два километра. Ученици долазе из свих крајева Србије.
Мото Војне гимназије − „Знање је наше оружје”.

## Чинови
| Војнички чинови | Млађи водник | Десетар | Разводник |